# T17E1 Staghound
Ne doit pas être confondu avec T17 Deerhound.
La T17E1 Staghound est une automitrailleuse intermédiaire développée et produite aux États-Unis par Chevrolet en 1942, en concurrence avec la T17 Deerhound de Ford. Les deux modèles furent finalement rejeté par l’US Army, qui leur préféra la M8 Greyhound, mais la Staghound fut en revanche adoptée par les forces du Commonwealth, qui en achetèrent près de quatre mille exemplaires par l’intermédiaire de l’accord de Prêt-Bail.

## Historique
En juillet 1941, poussé par les Britanniques qui alertaient sur la nécessité de disposer d’automitrailleuses intermédiaires et lourdes pour contrer les véhicules allemands correspondants, l’Ordnance Department de l’US Army lança un marché pour le développement et la fourniture d’engins de ces deux types, sous l’appellation T17 pour le premier et T18 pour le second. Le projet d’automitrailleuse intermédiaire intéressa les entreprises Ford et Chevrolet, chacune proposant un modèle, celui de Chevrolet étant désigné T17E1 afin d’éviter les confusions.
Les deux projets étaient très semblables, mais se distinguaient en particulier au niveau de leur train de roues, la T17E1 étant 4X4, tandis que la T17 était 6x6, ce qui avait pour conséquence de rendre le véhicule de Ford plus lourd. Le modèle de Chevrolet fut également lourdement influencé par les Britanniques, qui se rapprochèrent du chef de projet, Earle S. MacPherson, dans le but d’y intégrer toutes les caractéristiques qu’ils désiraient.
À la suite de leur entrée en guerre en décembre 1941, les États-Unis avait un besoin pressant de véhicules blindés et autorisèrent donc en janvier 1942 la production de deux mille exemplaires de la T17E1, alors qu’il n’y avait même pas encore de véhicule pilote ; ils avaient été en cela devancés par les Britanniques, qui en avaient commandés trois cents dès décembre 1941. Les tests du premier pilote débutèrent en mars 1942, à la suite desquels mille cinq cents T17E1 supplémentaires furent commandées.
Toutefois, à l’automne 1942, l’US Army, s’inquiétant de la multiplication des projets d’automitrailleuse, désigna une commission, surnommée la Palmer Board, afin de choisir un seul modèle à retenir pour l’US Army, dans le but de faciliter la logistique. La commission, qui souhaitait privilégier les automitrailleuses légères, écarta d’emblée les modèles intermédiaires et lourds, dont les T17. Cette décision signifiait que la T17 ne serait pas utilisée par l’US Army, mais les Britanniques firent savoir de leur côté qu’ils étaient toujours intéressés par le programme et, après des essais supplémentaires pour départager les deux modèles concurrents, ils choisirent la T17E1.

## Caractéristiques

### Variantes
T17E1/T17 Mk I/M6: Modèle de base, 2844 exemplaires produits.
T17E2/T17 Mk II: Véhicule développé à partir de février 1943 sur la base du Staghound, dans le but d’en faire une plateforme anti-aérienne. Ce modèle comporte une tourelle Frazer-Nash N80 équipée de deux mitrailleuses 0.50 en lieu et place de la tourelle originale. La production des mille exemplaires commandés commença en septembre 1943, mais les unités ne reçurent le véhicule qu’à l’été 1944, à un moment où l’écrasante supériorité aérienne Alliée le rendait largement caduque.
T17E3: Projet de conversion de cent exemplaires de T17E1 en variante howitzer, avec une tourelle empruntée au M8 75mm Howitzer Motor Carriage. Seul un exemplaire pilote fut construit avant que le projet ne soit abandonné fin 1943.
Staghound II/Staghound 3in: Modification réalisée en Italie par un régiment néo-zélandais, consistant à remplacer le canon de 37mm par un 3in Mk I howitzer.
Staghound III: Deuxième tentative, initiée en décembre 1943, afin de produire un Staghound plus lourdement armé, cette fois avec une tourelle de Crusader Mk III équipée d’un canon Mk V de 75mm et une mitrailleuse coaxiale Besa. La conversion effective ne commença qu’en janvier 1945, sur une base de cinquante exemplaires au lieu des cent prévus initialement. Finalement seulement trente-deux furent produits.
Staghound AMRCR (anti-mine reconnaissance caster roller): Version équipée de rouleaux permettant de faire exploser les mines. Projet abandonné après quelques essais, l’encombrement des rouleaux étant jugé rédhibitoire.
Staghound Charger: Véhicule de commandement réalisé sur la base d’un T17E2 dont la tourelle est retirée et remplacée par un simple pare-brise en plastique.
Staghound Control: Véhicule de commandement ne se distinguant d’un Staghound standard que par l’ajout d’une seconde radio et d’un conteneur de stockage externe sur la tourelle.
Staghound Rear-Link: Version de commandement utilisée exclusivement par les Canadiens, dans laquelle le canon est retiré et une radio CR-299 et son antenne ajoutées.
Autoblinda Staghound: Dans les années 1960, la police nationale italienne récupéra auprès de l’armée du pays soixante Staghound, qui furent convertis pour un usage de police en remplaçant le canon par une mitrailleuse Besa. Ces véhicules, qui étaient également peints en rouge-brun, furent retirés du service au début des années 1970.
En plus de ces variantes identifiées, des expériences eurent lieu sans donner lieu à un nommage spécifique; les Canadiens réalisèrent notamment plusieurs essais, finalement non-concluant, avec des roquettes d’aviation ou des Land-Matress fixées sur la tourelle. Une autre expérience avortée, toujours par les Canadiens, visa à remplacer la tourelle d’origine par une tourelle ouverte armée d’un canon anti-aérien de 20mm.

### Données techniques
|                               | T17E1 | T17E2 |
| Longueur (m)                  | 5,49  | 5,44  |
| Largeur (m)                   | 2,69  | 2,69  |
| Hauteur (m)                   | 2,84  | 2,42  |
| Garde au sol                  | 0,38  | 0,38  |
| Masse à vide (kg)             | 12348 | 10930 |
| Masse en ordre de combat (kg) | 13928 | 12047 |

|                                        | T17E1                                   | T17E2                                   |
| Motorisation                           | 2 GMC 270 6 cylindres en ligne          | 2 GMC 270 6 cylindres en ligne          |
| Puissance                              | 194 hp à 3000 t/m                       | 194 hp à 3000 t/m                       |
| Puissance massique (hp/t)              | 12,6                                    | 14,6                                    |
| Type de carburant                      | essence 70 octane                       | essence 70 octane                       |
| Contenance des réservoirs de carburant | 235 (interne) 288 (externe) 523 (total) | 235 (interne) 288 (externe) 523 (total) |
| Vitesse maximale (km/h)                | 86                                      | 86                                      |
| Autonomie (km)                         | 724                                     | 724                                     |
| Franchissement hauteur (m)             | 0,53                                    | 0,53                                    |
| Franchissement largeur (m)             | 0,46                                    | 0,46                                    |
| Franchissement profondeur (m)          | 0,81                                    | 0,81                                    |
| Franchissement pente                   | 57%                                     | 57%                                     |

|                   | T17E1           | T17E2         |
| Caisse avant haut | 22,2 mm à 30°   | 22,2 mm à 30° |
| Caisse avant bas  | 15,9 mm à 45°   | 15,9 mm à 45° |
| Caisse côtés      | 19,1 mm à 13°   | 19,1 mm à 13° |
| Caisse arrière    | 9,5 mm à 30°    | 9,5 mm à 30°  |
| Caisse toit       | 12,7 mm à 90°   | 12,7 mm à 90° |
| Plancher          | 12,7 mm à 90°   | 12,7 mm à 90° |
| Tourelle avant    | 44,5 mm à 45°   | 31,8 mm à 0°  |
| Mantelet          | 25,4 mm à 0-52° | 31,8 mm à 45° |
| Tourelle côtés    | 31,8 mm à 22°   | 31,8 mm à 0°  |
| Tourelle arrière  | 31,8 mm à 12°   | 31,8 mm à 0°  |
| Tourelle toit     | 12,7 mm à 90°   | -             |

|                                   | T17E1                                                                                                  | T17E2                                            |
| Armement principal                | 1 canon M6 de 37 mm sur monture M24A1 en tourelle                                                      | 2 mitrailleuses Browning M2 TT de 12,7 mm        |
| Traverse armement principal       | 360°                                                                                                   |                                                  |
| Élévation armement principal      | +40° à -7°                                                                                             |                                                  |
| Cadence de tir armement principal | 30 coups par minute                                                                                    |                                                  |
| Conduite de tir                   | Périscope M4 et télescope M40                                                                          | Viseur Navy Mark IX                              |
| Munitions armement principal      | 103 obus                                                                                               | 2610 cartouches                                  |
| Armement secondaire 1             | 1 mitrailleuse Browning M1919A4 coaxiale                                                               | -                                                |
| Armement secondaire 2             | 1 mitrailleuse Browning M1919A4 de proue                                                               | -                                                |
| Armement secondaire 3             | 1 mitrailleuse Browning M1919A4 de toit                                                                | -                                                |
| Munitions armement secondaire 2   | 5250 cartouches                                                                                        | -                                                |
| Autre armement                    | 1 lance-bombes fumigènes M3 (14 bombes), 1 mitraillette Thompson M1928A1 (450 cartouches), 12 grenades | 1 mitraillette Thompson M1928A1 (450 cartouches) |
| Radio                             | Number 19                                                                                              | Number 19                                        |